# Kaso Perdido
Kaso Perdido ist eine Ska-Punk-Gruppe aus Tarragona in Spanien.

## Geschichte
Kaso Perdido wurden 2008 im spanischen Tarragona gegründet und gingen aus verschiedenen Projekten der Musiker hervor, in welchen sie bereits zusammen Musik machten.
Alon am Bass, Mayo als Sänger und Gitarrist, Paw am Keyboard und Bilbo am Schlagzeug fokussierten ihre Musik recht schnell auf eine Mischung aus Ska, Punk, Rock mit Elementen aus Lateinamerikanischer Musik.
Ende 2008 wurde das erste Album "¿Cierras los Ojos?" im Studio EQ in Tarragona aufgenommen.
Mit dieser ersten CD erreichten Kaso Perdido einen enormen Erfolg, so dass sie bereits 2009, neben Konzerten in Spanien, eine Tour durch Mexiko spielten.
Anfang 2010 wurde die zweite CD „Despierta Revolucion“ im Most-Wanted-Studio in Altafulla aufgenommen und erschien im April 2010.
Die Despierta-Revolucion-Tour führte Kaso Perdido nach Spanien, Deutschland, Tschechien, Kroatien und erneut nach Mexiko.
Der Keyboarder Paw verließ Kaso Perdido Ende des Jahres 2010, Schlagzeuger Bilbo Anfang 2011, beide aus privaten Gründen, ohne sich mit der Band zu zerstreiten.  Zur Band hinzu stießen in Folge dieser Umstrukturierung Gull als zweiter Gitarrist sowie Konan am Saxophon, Xavi als Trompeter, Gerard als neuer Schlagzeuger und Kilez als neuer Keyboarder.
Ihre CDs veröffentlicht die Band unter Creative-Commons-Lizenz und stellt sie auf ihrer Homepage kostenfrei als MP3 zur Verfügung.

## Diskografie
- ¿Cierras los Ojos? (2008)
- Despierta Revolucion (2010)
- Mundo Miseria (2012)